# Свіжа кров
Телевізійний проєкт Олександра Асаулюка на телеканалі M1, переможець премії Телетріумф 2011 у номінації " Найкраща Музична програма року. Популярна музика"

Свіжа кров — телевізійний проєкт, шоу з метою вивести на велику сцену новий якісний шоу-бізнесовий продукт.

## Судді
1. Сашко Положинський — соліст гурту «Тартак»
2. Олександр Асаулюк — генеральний директор каналу M1
3. Лама — солістка однойменного гурту
4. Тетяна Мулкіджанова — менеджер розважального молодіжного бренду Djuice

## Правила
За результатами народного голосування відбирається 100 популярних виконавців, які набрали найбільшу кількість голосів. Серед 100 учасників журі обирає 32 найкращих, яких запрошують на телезйомки.

## Учасники конкурсу
| - Не Ваше Дело records - X-Rays - ALCO Brothers - ALEA! - Very Good - МАНКУРТ - Інна Лементар - Дощ - The BRITALIN - Серце Дженніфер - Zоряна - ДенДи - СкруDG - Green Silence - РОЛЛІК'C - ФиТ | - POSTER - Эффект бабочки - Cashemir - “...далі буде” та Євгенія Сахарова - Р.н.Б - Stereoplen - Гражданин Топинамбур - Рольова Модель - NoraLasso - CrazY JulieT - SuperDivka - Rock-H - FUNK-U - Безпека - Франик |